# Horrorclix
Horrorclix er et miniature spil, hvor man styrer små figurer. Spillet er udviklet af WizKids, som blandt andet også står bag spillene Heroclix, MageKnight, Halo ActionClix og MLB SportsClix. Bliver ens figur skadet i Horrorclix, skal man dreje den lille plade, den står på det. Det sker ved at "klikke ned", hvilket har medvirket til spillets navn. Hver gang man drejer figuren, bliver den dårligere, og til sidst dør den.

## Figurer
I horrorclix styrer man figurer fra kendte gyserfilm og historier. Man kan blandt andet få Aliens og Predators fra filmen Alien vs. Predator. Der også figurer som blandt andet Jack the Ripper og Dr. Jekyll og Mr. Hyde.

## Sets
- HorrorClix
- The Lab
- Freakshow
- Nightmares
- AVP: Aliens
- AVP: Predators
- Dark Horse HorrorClix: B.P.R.D